# Montels (Ariège)
Montels – miejscowość i gmina we Francji, w regionie Oksytania, w departamencie Ariège.
Według danych na rok 2010 gminę zamieszkiwały 162 osoby, a gęstość zaludnienia wynosiła 43 osoby/km².